# آل كارلسون (كرة سلة)
آل كارلسون (بالإنجليزية: Al Carlson)‏ مواليد 17 سبتمبر 1951 في أوسيانسيدي، هو لاعب كرة سلة أمريكي معتزل. بدأ مسيرته الاحترافية في سنة 1975–76. حمل الرقم 35. يبلغ طوله 6 قدم 11 بوصة (2.1 م). اعتزل اللعب في 1980. لعب مع سياتل سوبرسونيكس وجوفينتوت بادالونا.

## روابط خارجية
- آل كارلسون على موقع إن بي أي (الإنجليزية)
- آل كارلسون على موقع سبورتس رفرنس (الإنجليزية)
- آل كارلسون على موقع كلية كرة السلة في سبورتس رفرنس.كوم (الإنجليزية)
- آل كارلسون على موقع ريلجم (الإنجليزية)
- آل كارلسون على موقع بروبوليرز (الإنجليزية)